# سینتیا روتراک
سینتیا روتراک (انگلیسی: Cynthia Rothrock؛ زادهٔ ۸ مارس ۱۹۵۷) یک رزمی‌کار و بازیگر زن آمریکایی که بیشتر به خاطر فیلم‌های هنرهای رزمی‌اش شناخته می‌شود. او دارای رتبه‌بندی کمربند سیاه در هفت سبک از هنرهای رزمی است و قبل از بازیگر شدن، یک رقیب سطح بالا در هنرهای رزمی بود. در سال ۲۰۱۴، او به تالار مشاهیر ورزشی بین‌المللی معرفی شد. در سال ۲۰۱۶، موزه تاریخ هنرهای رزمی به روتروک عنوان رسمی ملکه هنرهای رزمی را اعطا کرد.
- روتراک اولین بازیگری خود را در فیلم اکشن هنگ کنگی بله، بانو (۱۹۸۵) در کنار میشل یئو انجام داد.
- روتراک در اسکرانتون، پنسیلوانیا بزرگ شد و در سن ۱۳ سالگی شروع به فعالیت در هنرهای رزمی کرد.[۳]
- روتراک بین سال‌های ۱۹۸۱ و ۱۹۸۵ پنج بار در فرم‌ها و سلاح‌ها قهرمان جهان شد.[۴] این دسته‌بندی‌ها جنگ محور نیستند، به جای جنگیدن، نمایشی از سیال بودن حرکت هستند، و به دسته‌های مرد و زن تفکیک نمی‌شوند، اما به‌طور کامل برای هر دو جنس باز هستند.[۵][۶]
- در مارس ۲۰۲۴، مجله کمربند سیاه، روتراک را در فهرست «بانفوذترین زنان رزمی کار روی سیاره» نام برد.[۷]

## گزیده فیلم‌شناسی
- بله، بانو (۱۹۸۵)
- کریستال جادویی (۱۹۸۶)
- نه عقب‌نشینی، نه تسلیم ۲ (۱۹۸۷)
- بازرسان دامن‌پوش (۱۹۸۸)
- خشم بلوند (۱۹۸۹)
- چاینا او برایان (۱۹۹۰)
- حکومت نظامی (۱۹۹۱)
- سریع دور شو (۱۹۹۱)
- چاینا او برایان ۲ (۱۹۹۱)
- حکومت نظامی ۲: حمله مخفیانه (۱۹۹۲)
- بانوی اژدها (۱۹۹۲)
- پنجه ببر (۱۹۹۲)
- بانوی اژدها ۲ (۱۹۹۳)
- شکست‌ناپذیر (۱۹۹۴)
- سریع دور شو ۲ (۱۹۹۴)
- فرشته نگهبان (۱۹۹۴)
- چشم در برابر چشم (۱۹۹۶)
- پنجه ببر ۲ (۱۹۹۶)
- پنجه ببر ۳ (۱۹۹۹)
- خارج از قانون (۲۰۰۲)
- سربازان حرفه‌ای (۲۰۱۴)
- جوانک رزمی‌کار (۲۰۱۵)
- مرحله نهایی مسابقات در مانیل (۲۰۱۶)
- تاریکی یک مرد (۲۰۲۴) - حضور کوتاه
- آخرین کومیته (۲۰۲۴)
- بانوی عقرب (۲۰۲۴)
- خشم طعمه (۲۰۲۵)
- آنادلیا برمی‌خیزد (۲۰۲۵)
- نهر سیاه (۲۰۲۵)